# Helvibotys
Helvibotys is een geslacht van vlinders van de familie grasmotten (Crambidae), uit de onderfamilie Pyraustinae.

## Soorten
- H. freemani Munroe, 1976
- H. helvialis Walker, 1859
- H. pseudohelvialis Capps, 1967
- H. pucilla Druce, 1895
- H. sinaloensis Capps, 1967
- H. subcostalis Dyar, 1912